# Cubachipteria remota
Cubachipteria remota är en kvalsterart som först beskrevs av Balogh och Sandór Mahunka 1979.  Cubachipteria remota ingår i släktet Cubachipteria och familjen Achipteriidae. Inga underarter finns listade i Catalogue of Life.